# Батлер, Ричард, 1-й виконт Монтгаррет
Ричард Батлер, 1-й виконт Маунтгаррет (англ. Richard Butler, 1st Viscount Mountgarret; 1500 — 20 мая 1571) — ирландский пэр и политик.

## Происхождение
Второй сын Пирса Батлера, 8-го графа Ормонда (1467—1539), и леди Маргарет Фицджеральд (ок. 1473—1542), дочери Джеральда Фицджеральда, 8-го графа Килдэра

## Карьера
Ричард Батлер в значительной степени перестроил башню в Маунтгаррете в графстве Уэксфорд. Его описывали как «рыцаря с прекрасной внешностью и столь же красивого человека, как только можно было увидеть», и он оказывал услуги английской короне. В качестве вознаграждения лорды совета в своем письме заместителю лейтенанта Энтони Сент-Леджера, датированном в Виндзоре 5 августа 1550 года, передали указания короля Эдуарда VI о пожаловании ему титулы виконта Маунтгаррета в графстве Уэксфорд. Это было сделано патентом, датированным в Дублине 23 октября.
В правление Эдуарда VI и королевы Марии лорд Маунтгаррет был хранителем замка Фернс. 20 марта 1558 года он присоединился к комиссии по военному положению с сэром Николасом Деверё для территорий Фассагбентри и графства Леморо. 13 апреля 1559 года он был в двух нескольких комиссиях «для сохранения мира в графствах Килкенни, Типперэри и Уэксфорд» , во время отсутствия заместителя лейтенанта, лорда Сассекса, на севере, во время его экспедиции против Шейна О’Нила. 12 января следующего года он присутствовал в парламенте.

## Смерть
Викконт Монтгаррет скончался в 1571 году и был похоронен рядом со своими предками в соборе Святого Каниса в городе Килкенни.

## Брак и дети
Ричард Батлер был женат четыре раза. Его первой женой была Кэтрин Барнуолл, дочь Питера Барнуолла из Стакаллана в графстве Мит. В 1541 году он женился вторым браком на Энн Планкет, дочери Джона Планкета, 4-го лорда Планкета, и Маргарет Престон, с которой развёлся в том же году. Его третьей женой стала Элеонора Фицджеральд, дочь Джеймса Фицтомаса Фицджеральда, 8-го графа Десмонда, и Маргарет О’Брайен, с которой он развелся в 1546 году. Его четвертой и последней женой стала его кузина Эллен Батлер, дочь Теобальда Батлера из Нейгема, графство Килкенни.
У Ричарда Батлера было пять сыновей и четыре дочери:
- Эдмунд Батлер, 2-й виконт Маунтгаррет (? — 24 ноября 1602), старший сын и преемник отца[4].
- Достопочтенный Барнуолл Батлер, умер неженатым
- Достопочтенный Томас Батлер
- Достопочтенный Джон Батлер
- Достопочтенный Пирс Батлер (? — 4 июня 1599)
- Достопочтенная Эллис или Сисели Батлер, она вышла замуж за Уолтера Уолша из Каслхоэла (Килкенни).
- Достопочтенная Маргарет Батлер, она вышла замуж за Николаса Деверё младшего из Баллимагина, Уэксфорд
- Достопочтенная Элеонора Батлер (? — 1601), вышедшая замуж за Томаса Тобина из Кампшина в Типперэри, затем за Джеральда Бланчвилля из Бланчвиллстауна, Килкенни и, за Томаса (или, возможно, Эдмунда Батлера), лорда Кэйра
- Достопочтенная Эллен Батлер, первая жена Оливера Шортолла из Баллиларкана. Эллен Батлер позже вышла замуж за Лукаса Ши.